# 查尔斯·狄龙·珀赖因

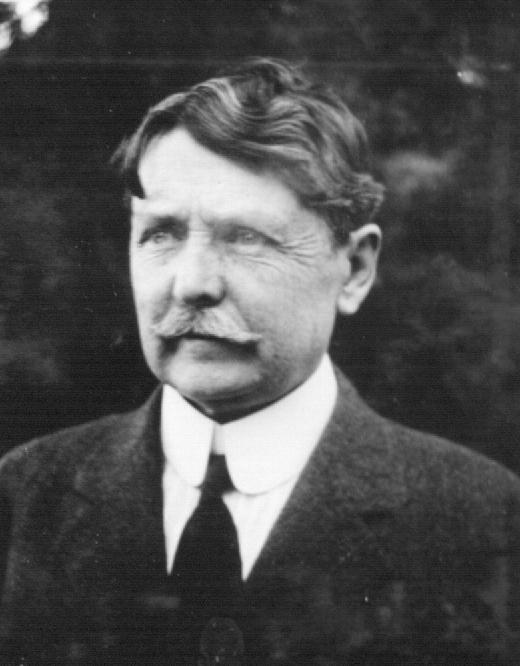
查尔斯·狄龙·珀赖因

查尔斯·狄龙·珀赖因（Charles Dillon Perrine，1867年7月28日—1951年6月21日），出生于美国的阿根廷天文学家。
珀赖因出生于俄亥俄州斯托本维尔，1893年至1909年间就职于利克天文台，其间发现了木星的两个卫星（木卫六和木卫七）和珀賴因-馬寇斯彗星，其后出任阿根廷国家天文台台长，直至1936年他退休为止。退休后他继续居住于阿根廷，并在該國的托托拉爾鎮去世，埋葬于科尔多瓦。

## 榮譽
1897年，他被巴黎科學院授予拉朗德獎和金牌，該獎項每年頒發給「對法國或其他地方的天文學進步做出最傑出觀察的人」。1902年，他擔任太平洋天文學會會長，1904年當選為英國皇家天文學會會員，1905 年榮獲墨西哥天文學會金牌。同年，他獲得聖克拉拉學院（今聖克拉拉大學）榮譽理學博士學位。

## 外部連結
- C. Perrine @ Astrophysics Data System
- Photographs taken by Charles Dillon Perrine at the Lick Observatory from the Lick Observatory Records Digital Archive, UC Santa Cruz Library's Digital Collections （页面存档备份，存于）